# Айкакан ашхар
Айкакан ашхар (арм. Հայկական աշխարհ; в переводе — «Армянский мир») — армянский литературный, педагогический и религиозный журнал. Первое армянское периодическое издание вышедшее в Баку (1874—1878). В 1864—1865 годах назывался «Айкакан ашхари крунк» («Журавль армянского мира»).

## История
Издавался в 1864—1871 и 1874—1879 годах в Тифлисе, Баку, Гяндже и Ереване. Редактор и издатель Хорен Степане (Степан Степанян). Знакомил с литературными новостями, издавал материалы по истории и географии Армении, об армянском языке и литературе, способствовал развитию образовательного дела. Теоретическими и методическими статьями содействовал и координировал армянским учителям, пропагандировал образование и обучение женщин. Переводами представлял читателям взгляды прогрессивных русских мыслителей Н. Корфа, В. Белинского, Н. Добролюбова, Д. Писарева. В журнале печатались статьи и сообщения Г. Арцруни, стихотворения М. Пешикташляна, П. Мадатяна (Сейад), произведения русских и европейских авторов. Журнал выделял заметное место статям религиозной-церковной тематики, акцентировал внимание на необходимости образованных церковников. Корреспондировали педагоги З. Григорян, Р. Гасан-Джалалян, Г. Кучубекян, Г. Аракелян и др. .

## См.также
- Бурхани-хагигат